# وادیم تیشچنکو
وادیم تیشچنکو (اوکراینی: Вадим Миколайович Тищенко؛ ۲۴ مارس ۱۹۶۳ – ۱۴ دسامبر ۲۰۱۵) بازیکن و مربی فوتبال اهل اوکراین، از توابع شوروی سابق بود.
از باشگاه‌هایی که در آن بازی کرده‌است می‌توان باشگاه فوتبال دنیپرو اشاره کرد.